# Paragon (Indiana)
Paragon es un pueblo ubicado en el condado de Morgan en el estado estadounidense de Indiana. En el Censo de 2010 tenía una población de 659 habitantes y una densidad poblacional de 739,66 personas por km².

## Geografía
Paragon se encuentra ubicado en las coordenadas 39°23′40″N 86°33′43″O / 39.39444, -86.56194. Según la Oficina del Censo de los Estados Unidos, Paragon tiene una superficie total de 0.89 km², de la cual 0.89 km² corresponden a tierra firme y (0%) 0 km² es agua.

## Demografía
Según el censo de 2010, había 659 personas residiendo en Paragon. La densidad de población era de 739,66 hab./km². De los 659 habitantes, Paragon estaba compuesto por el 97.42% blancos, el 0.15% eran afroamericanos, el 0% eran amerindios, el 0% eran asiáticos, el 0% eran isleños del Pacífico, el 0.46% eran de otras razas y el 1.97% pertenecían a dos o más razas. Del total de la población el 0.91% eran hispanos o latinos de cualquier raza.